# Liga masculine
 (septembre 2012).
Si vous disposez d'ouvrages ou d'articles de référence ou si vous connaissez des sites web de qualité traitant du thème abordé ici, merci de compléter l'article en donnant les références utiles à sa vérifiabilité et en les liant à la section « Notes et références ».
La Liga est une compétition de handball Belge créée en 2006 par l'Association Flamande de Handball (VHV), et organisée par cette même fédération. Ce championnat annuel compte 8 équipes par série et se déroule principalement sur le territoire de la Région Flamande. Cette division est le quatrième niveau de hiérarchie du handball belge et le deuxième niveau à la ligue. La division supérieure est la Superliga et les divisions inférieures sont les Promotions (Promotion Limbourg série A, Promotion Brabant-Anvers, Promotions Flandre Orientale et Promotion Flandre Occidental). En Wallonie, la compétition parallèle à la Liga sont les Promotions Francophone.

## Histoire
En 2006, l'Association Flamande de Handball (VHV) décide d'augmenter le nombre de division à la ligue, à cause de l’accroissement du nombres de club en communauté flamande, de ce fait, la Liga fut créée et le troisième niveau de la hiérarchie, qui était avant 2006, appelé Liga devient  Superliga.

## Organisation du championnat
La Liga est le seul championnat de handball en Belgique qui inclut 2 séries, la Liga Est et la Liga Ouest; chacune des deux séries est composée de 8 équipes. Ces équipes se rencontrent deux fois en match aller-retour. 
Une victoire rapporte 2 points, une égalité, 1 point et, donc une défaite 0 point.
Après la saison régulière, les 4 équipes les mieux classées de chaque série s'engagent dans les play-offs. Ceux-ci constituent en un nouveau championnat où les 8 équipes s'affrontent en phase aller-retour. Ces huit équipes s'affrontent dans le but de pouvoir terminer première et donc d'être promue l'an prochain en Superliga.
Pour ce qui est des 4 dernières équipes de chaque série, elles s'engagent quant à elles dans les play-downs. Il s'agit là aussi d'une compétition normale en phase aller-retour.
Ces huit équipes s'affrontent dans le but de ne pas pouvoir finir aux deux dernières places dans ce cas les deux dernières équipes seront reléguée soit en Promotions Limbourg série A, Promotions Limbourg série B,Promotions Brabant-Anvers, Promotions Flandre-Oriental ou encore en Promotions Flandre-Occidental tous ça dépend de leur localisation, ils laisseront leur place à l'équipe vainqueur du test match entre le vainqueur de la  Promotion Flandre-Oriental et le vainqueur de la  Promotion Flandre-Occidental et  du test match entre le vainqueur de la  Promotion Brabant-Anvers et du test match entre le vainqueur de la Promotion Limbourg série A.

## Liga Ouest
| Club                  | Ville       | Province            | Salle                                   |
| --------------------- | ----------- | ------------------- | --------------------------------------- |
| HBC Izegem            | Izegem      | Flandre-Occidentale | Sporthal De Krekel Izegem               |
| Thor Middelkerke      | Middelkerke | Flandre-Occidentale | De Bamburg                              |
| HC DB Gent 2          | Gand        | Flandre-Orientale   | Sporthal Hekers                         |
| HBC Brabo Denderbelle | Lebbeke     | Flandre-Orientale   | Sporthal Lebbeke                        |
| Knack HBT Roeselare   | Roulers     | Flandre-Occidentale | Schiervelde                             |
| HC Olva Brugge        | Bruges      | Flandre-Occidentale | Sporthal Saelens/OLV College            |
| HC Eeklo              | Eeklo       | Flandre-Orientale   | Sted. Sporthal/Sporthal Ten Doorn Eeklo |
| Elita Lebbeke         | Lebbeke     | Flandre-Orientale   | Sporthal Lebbeke                        |

| HBC Brabo Denderbelle Elita Lebbeke HC Eeklo HC DB Gent 2 HC Olva Brugge Knack HBT Roeselare Thor Middelkerke HBC Izegem |

## Liga Est
| Club                      | Ville                   | Province               | Salle                         |
| ------------------------- | ----------------------- | ---------------------- | ----------------------------- |
| Olse Merksem HC 2         | Anvers                  | Anvers                 | Sporthal De Rode Loop Merksem |
| Achilles Bocholt 2        | Bocholt                 | Limbourg               | Sportcomplex De Damburg       |
| HC Overpelt               | Overpelt                | Limbourg               | Gem. Sporthal De Bemvoort     |
| HC Rhino                  | Vosselaar               | Anvers                 | Sporthal Horito               |
| HC Atomix 2               | Haacht-Keerbergen-Putte | Brabant flamand-Anvers | Den Dijk Wespelaar            |
| Welta Mechelen            | Malines                 | Anvers                 | Sporthal De Nekker Mechelen   |
| HC 'T Noorden             | Anvers                  | Anvers                 | Sted. Sporthal Luchtbal       |
| HV Uilenspiegel Wilrijk 2 | Anvers                  | Anvers                 | Sporthal De Bist Wilrijk      |

| HV Uilenspielgel Wilrijk 2 HC 'T Noorden Welta Mechelen HC Atomix 2 HC Rhino HC Overpelt Olse Merksem HC 2 Achilles Bocholt 2 |

## Palmarès

### Palmarès de la première phase
5 des 8 éditions de la Liga est et ouest sont inconnues, si vous les connaissez, n’hésitez pas à compléter le palmarès et le bilan, merci d'avance ! (les champions sont automatiquement des clubs, affiliés à la VHV, c'est-à-dire un des clubs se trouvant dans une des cinq provinces de Flandre).
| Édition | Saison    | Champion Liga Est     | Champion Liga Ouest |
| ------- | --------- | --------------------- | ------------------- |
| 1       | 2006/2007 | ?                     | ?                   |
| 2       | 2007/2008 | ?                     | ?                   |
| 3       | 2008/2009 | ?                     | ?                   |
| 4       | 2009/2010 | ?                     | ?                   |
| 5       | 2010/2011 | KV Sasja HC Hoboken 2 | Thor Middelkerke    |
| 6       | 2011/2012 | Achilles Bocholt 2    | HKW Waasmunster 2   |
| 7       | 2012/2013 | United HC Tongeren 2  | HBC Izegem          |
| 8       | 2013/2014 | ?                     | ?                   |

### Palmarès de la deuxième phase
7 des 8 éditions de la Liga sont inconnues, si vous les connaissez, n’hésitez pas à compléter le palmarès et le bilan, merci d'avance ! (les champions sont automatiquement des clubs, affiliés à la VHV, c'est-à-dire un des clubs se trouvant dans une des cinq provinces de Flandre).
| Édition | Saison    | Champion Liga        |
| ------- | --------- | -------------------- |
| 1       | 2006/2007 | ?                    |
| 2       | 2007/2008 | ?                    |
| 3       | 2008/2009 | ?                    |
| 4       | 2009/2010 | ?                    |
| 5       | 2010/2011 | ?                    |
| 6       | 2011/2012 | ?                    |
| 7       | 2012/2013 | United HC Tongeren 2 |
| 8       | 2013/2014 |                      |

## Bilan
7 des 8 éditions de la Liga sont inconnues, si vous les connaissez, n’hésitez pas à compléter le palmarès et le bilan, merci d'avance ! (les champions sont automatiquement des clubs, affiliés à la VHV, c'est-à-dire un des clubs se trouvant dans une des cinq provinces de Flandre).

### Bilan première phase
| Club                  | Victoires Liga est | Club              | Victoire Liga ouest |
| --------------------- | ------------------ | ----------------- | ------------------- |
|                       | 5                  |                   | 5                   |
| United HC Tongeren 2  | 1                  | Thor Middelkerke  | 1                   |
| Achilles Bocholt 2    | 1                  | HKW Waasmunster 2 | 1                   |
| KV Sasja HC Hoboken 2 | 1                  | HBC Izegem        | 1                   |

### Bilan deuxième phase
| Club                 | Victoires Liga |
| -------------------- | -------------- |
|                      | 7              |
| United HC Tongeren 2 | 1              |